# Туалетный мальчик Ханако
«Туалетный мальчик Ханако» (яп. 地縛少年花子くん Дзибаку сё:нэн Ханако-кун, «Туалетный мальчик Ханако-кун») — манга, созданная двумя японскими авторами, работающими совместно под псевдонимами Айда и Иро. На февраль 2024 года было продано свыше 10 миллионов её экземпляров. 
С января по март 2020 года студия Lerche выпускала по ней аниме-сериал, состоящий из 12 серий. С января 2025 года стартовало его продолжение.
В январе 2021 года состоялась премьера мюзикла по манге.
Название манги и имя главного героя отсылают к японской городской легенде о Ханако-сан.

## Сюжет
В японской школе Камомэ ходят слухи о её семи тайнах. Одна из них — легенда о «туалетной Ханако-сан», обитающей в третьей с конца кабинке женского туалета на третьем этаже старого здания. Вызвав призрака тройным постукиванием по дверце, за определенную цену можно добиться от неё исполнения одного желания. Ученица первого класса старшей школы Нэнэ Ясиро вызывает призрака и обнаруживает, что Ханако-сан на самом деле является мальчиком. Нэнэ обращается к духу с просьбой помочь ей в любовных делах, однако Ханако отделывается тривиальными советами, которые никак не помогают Нэнэ достигнуть желаемого. Нэнэ находит мешочек с чешуёй русалки, который Ханако случайно выронил, спрашивает призрака, что это, и, неверно истолковав его ответ, проглатывает одну из чешуек. Чтобы девочка не превратилась навечно в рыбу — служанку русалки, Ханако проглатывает вторую чешуйку. В результате, судьбы героев оказываются связаны. В качестве платы за помощь Ханако заставляет Нэнэ стать его помощницей и убирать туалет, в котором он обитает, а также разгадывать школьные тайны и усмирять местных призраков. Ко Минамото, юный экзорцист и  младший брат парня, в которого была влюблена Нэнэ, пытается изгнать Ханако, ссылаясь на то, что тот — злой дух, поскольку у него при себе орудие убийства. Нэнэ в ответ показывает, что Ко ошибается: на самом деле, Ханако следит за порядком в школе и старается сохранить равновесие между мирами людей и духов.
В ходе повествования выясняется, что у Ханако-куна есть младший брат-близнец — Цукаса. Нэнэ узнаёт настоящие прижизненные имя и фамилию своего друга-призрака: Аманэ Юги. Аманэ исполняет желания живых, а Цукаса — мертвых. У Цукасы есть два напарника-школьника, помогающие ему распространять страшные слухи — Сакура Нанаминэ и Нацухико Хюга.
Ко встречает призрака своего бывшего одинокого одноклассника — Соскэ Мицубы — и пытается с ним подружиться. Поскольку желание Мицубы, чтобы его кто-нибудь помнил, оказывается исполненным, Цукаса решает помешать им и превращает Соскэ в призрака зеркала, делая его третьей школьной тайной. Мицуба присоединяется к Цукасе, Сакуре и Нацухико. Ясиро и Ханако продолжают расследовать тайны школьных привидений, а Ко присоединяется к ним, всем сердцем желая вернуть прошлого Мицубу.

## Медиа

### Манга
Манга «Туалетный мальчик Ханако» создана двумя авторами, работающими вместе под псевдонимом Айда Иро (яп. あいだいろ). Она начала выходить в январском выпуске ежемесячного журнала GFantasy за 2015 год, продававшегося с 18 декабря 2014 года, и выпускается издательством Square Enix в виде отдельных танкобонов, первый из которых увидел свет 22 мая 2015 года.
В России манга была лицензирована и выпускается «Истари комикс».
В дополнение к основному циклу манги Square Enix выпустили том 0, который содержит 3 пилотные главы манги «Туалетный мальчик Ханако» и ваншот-мангу «Dear My Living Dead» (яп. 愛しのリビングデッド Итоси но рибингу дэддо), а также два тома спин-офф манги After-School Hanako-kun (яп. 放課後少年花子くん Хо:каго сё:нэн Ханако-кун), которая публикуется с 22 февраля 2018 года на сайте pixiv Comic.

#### Список томов манги «Туалетный мальчик Ханако»
| №  | Японский              | Японский                                                            | Русский              | Русский                |
| №  | Дата публикации       | ISBN                                                                | Дата публикации      | ISBN                   |
| -- | --------------------- | ------------------------------------------------------------------- | -------------------- | ---------------------- |
| 1  | 22 мая 2015 года      | ISBN 978-4-7575-4662-2                                              | 20 октября 2022 года | ISBN 978-5-907340-45-9 |
| 2  | 21 ноября 2015 года   | ISBN 978-4-7575-4819-0                                              | 20 октября 2022 года | ISBN 978-5-907340-46-6 |
| 3  | 27 мая 2016 года      | ISBN 978-4-7575-5000-1                                              | 20 октября 2022 года | ISBN 978-5-907340-47-3 |
| 4  | 27 сентября 2016 года | ISBN 978-4-7575-5112-1                                              | 3 мая 2023 года      | ISBN 978-5-907340-48-0 |
| 5  | 27 февраля 2017 года  | ISBN 978-4-7575-5259-3                                              | 3 мая 2023 года      | ISBN 978-5-907340-49-7 |
| 6  | 27 июля 2017 года     | ISBN 978-4-7575-5427-6                                              | 19 декабря 2023 года | ISBN 978-5-907539-95-2 |
| 7  | 27 декабря 2017 года  | ISBN 978-4-7575-5572-3                                              | 19 декабря 2023 года | ISBN 978-5-907539-96-9 |
| 8  | 26 мая 2018 года      | ISBN 978-4-7575-5732-1                                              | 29 марта 2024 года   | ISBN 978-5-907539-97-6 |
| 9  | 26 октября 2018 года  | ISBN 978-4-7575-5900-4                                              | 29 марта 2024 года   | ISBN 978-5-907539-98-3 |
| 10 | 27 марта 2019 года    | ISBN 978-4-7575-5900-4                                              | 29 марта 2024 года   | ISBN 978-5-907539-99-0 |
| 11 | 27 августа 2019 года  | ISBN 978-4-7575-6147-2 ISBN 978-4-7575-6148-9 (Специальное издание) | 2 августа 2024 года  | ISBN 978-5-907840-35-5 |
| 12 | 27 декабря 2019 года  | ISBN 978-4-7575-6330-8 ISBN 978-4-7575-6331-5 (Специальное издание) | 2 августа 2024 года  | ISBN 978-5-907840-36-2 |
| 0  | 27 декабря 2019 года  | ISBN 978-4-7575-6454-1                                              |                      |                        |
| 13 | 27 мая 2020 года      | ISBN 978-4-7575-6661-3                                              | 30 октября 2024 года | ISBN 978-5-907840-37-9 |
| 14 | 27 ноября 2020 года   | ISBN 978-4-7575-6965-2                                              | 3 октября 2024 года  | ISBN 978-5-907840-38-6 |
| 15 | 27 апреля 2021 года   | ISBN 978-4-7575-7224-9 ISBN 978-4-7575-7225-6 (Специальное издание) | 3 октября 2024 года  | ISBN 978-5-907840-39-3 |
| 16 | 27 сентября 2021 года | ISBN 978-4-7575-7495-3                                              | 27 февраля 2025 года | ISBN 978-5-907841-86-4 |
| 17 | 26 февраля 2022 года  | ISBN 978-4-7575-7760-2                                              | 27 февраля 2025 года | ISBN 978-5-907841-87-1 |
| 18 | 26 августа 2022 года  | ISBN 978-4-7575-8096-1                                              | 27 февраля 2025 года | ISBN 978-5-907841-88-8 |
| 19 | 27 февраля 2023 года  | ISBN 978-4-7575-8329-0                                              |                      |                        |
| 20 | 25 августа 2023 года  | ISBN 978-4-7575-8636-9                                              |                      |                        |
| 21 | 27 февраля 2024 года  | ISBN 978-4-7575-9065-6                                              |                      |                        |
| 22 | 26 июля 2024 года     | ISBN 978-4-7575-9065-6                                              |                      |                        |
| 23 | 27 декабря 2024 года  | ISBN 978-4-7575-9589-7                                              |                      |                        |
| 24 | 26 июня 2025 года     | ISBN 978-4-7575-9919-2                                              |                      |                        |

#### Список томов спин-офф манги «After-School Hanako-kun»
| № | Японский: дата публикации | Японский: ISBN     |
| - | ------------------------- | ------------------ |
| 1 | 27 августа 2019 года      | ISBN 9784757562622 |
| 2 | 24 февраля 2024 года      | ISBN 9784757590663 |

### Другая печатная продукция
Издательство Square Enix также выпустило два посвящённые манге «Туалетный мальчик Ханако» графических альбома (артбука): AidaIro Art Work Toilet-Bound Hanako-kun (яп. あいだいろ画集 地縛少年花子くん Айда Иро гасю: дзибаку сё:нэн Ханако-кун) и AidaIro Art Work Toilet-Bound Hanako-kun 2 (яп. あいだいろ画集 地縛少年花子くん 2 Айда Иро гасю: дзибаку сё:нэн Ханако-кун ни).

### Аниме
Аниме-адаптация манги была анонсирована в апрельском выпуске Monthly GFantasy 18 марта 2019 года. За производство сериала отвечала студия Lerche, режиссёром выступил Масаоми Андо, сценаристом — Ясухиро Наканиси, дизайнером персонажей — Маюка Ито. Музыку к сериалу написал Хироси Такаки. Премьера аниме прошла с 9 января по 26 марта 2020 года на каналах TBS, SUN, CBC и BS-TBS. Chibaku Shōnen Band исполнили начальную песню сериала «No.7», тогда как Акари Кито — завершающую «Tiny Light». Сериал состоит из 12 серий.
В декабре 2022 года официальный сайт аниме сообщил о перезапуске проекта. В августе 2023 года было объявлено о выпуске мини-сериала по спин-офф манге «After-School Hanako-kun» (яп. 放課後少年花子くん Хо:каго сё:нэн Ханако-кун). Мини-сериал «Ханако после школы» транслировался в течение четырёх недель, начиная с 12 октября 2023 года. Длительность каждой серии составляла 10 минут. Завершающую песню «Come to Me, Deep Love!» (яп. 来い！濃い恋 Кой! Кой кои) исполнила Акари Кито вместе с Юри Ёсидой, Титосэ Моринагой и Май Канадзавой.
В ноябре 2023 года было объявлено о том, что мини-сериал получит продолжение из четырёх серий осенью 2024 года, а также о том, что принято решение о выпуске второго сезона основного сериала. Вторая часть мини-сериала «Ханако после школы» тоже транслировалась в течение четырёх недель, начиная с 7 октября 2024 года.   
Премьера «Туалетного мальчика Ханако 2» (продолжения основного сериала) прошла с 12 января по 30 марта 2025 года, его транслировали TBS и другие связанные с ним телеканалы. Производством занималась всё та же студия Lerche, но режиссёром стал Ёхэй Фукуи, а сценарист и дизайнер персонажей остались прежними. Музыку снова написал Хироси Такаки. Масаёси Оиси исполнила начальную песню «L'oN». Её название подразумевает перевёрнутое название начальной песни первого сезона «No.7». Акари Кито исполнила завершающую песню «With a Wish». Сразу после завершения первой части второго сериала было объявлено, что вторая его часть будет выпущена в июле 2025 года.  

## Критика
В обзоре на аниме для журнала NEO Алекс Джонс похвалил сюжет и персонажей, заставляющих следить за сериалом, а также отметил визуальный стиль, выглядящий как движущаяся манга: контуры нарисованы жирными линиями, персонажи раскрашены яркими красками и их легко отличить друг от друга. Однако ему не понравилась открытая концовка сериала, не закрывшая несколько сюжетных линий.